# Стоянська Ірина Іванівна
Іри́на Іва́нівна Стоя́нська (1911 , Нігин, Кам'янець-Подільський повіт, Подільська губернія, Російська імперія  — невідомо ) — українська радянська діячка, селянка. Депутат Верховної Ради УРСР 1-го скликання (1938–1947).

## Біографія
Народилася 1911 року в родині селянина-бідняка в селі Нігин, тепер Кам'янець-Подільський район, Хмельницька область, Україна. З дитячих років наймитувала, працювала у власному сільському господарстві. З 1924 по 1928 рік — робітниця залізничної колії на станції Нігин.
З 1929 року — колгоспниця, а з 1933 по 1938 рік — ланкова колгоспу імені Кагановича Смотрицького району Вінницької (потім — Кам'янець-Подільської) області. Збирала високі врожаї пшениці, жита, вівса, цукрового буряка. У 1938 році зібрала 374 центнери буряка з гектара.
26 червня 1938 року обрана депутатом Верховної Ради УРСР 1-го скликання по Смотрицькій виборчій окрузі № 8 Кам'янець-Подільської області.
У 1938–1941 роках — голова колгоспів в селах Нігин та Цикова Смотрицького району Кам'янець-Подільської області.
Член ВКП(б) з 1939 року.
Під час німецько-радянської війни з 1941 року перебувала в евакуації. До 1942 року працювала завідувачем молочно-товарної ферми села Томузловка Будьоннівського району Орджонікідзевського краю. З 1942 по 1943 рік — заступник директора бавовницького радгоспу № 10 Нижньо-Чирчицького району Ташкентської області Узбецької РСР. У 1943 році повернулася в Українську РСР до міста Харкова, потім деякий час працювала в Київській області.
З квітня 1944 року — завідувач відділу державного забезпечення родин військовослужбовців і заступник голови виконавчого комітету Смотрицької районної ради депутатів трудящих Кам'янець-Подільської області.

## Нагороди
- медаль «За трудову відзнаку» (7.02.1939)